# Дерек Андерсон (баскетболіст)
Дерек Ламонт Андерсон (англ. Derek Lamont Anderson; нар. 18 липня 1974, Луїсвілл, Кентуккі, США) — американський професіональний баскетболіст, що грав на позиціях легкого форварда і атакувального захисника за низку команд НБА. Чемпіон НБА.

## Ігрова кар'єра
Починав грати в баскетбол у команді Старшої школи Досса (Луїсвілл, Кентуккі). На університетському рівні грав спочатку за команду Огайо Стейт (1992—1994), а потім за Кентакі (1995—1997). З останньою виграв чемпіонат NCAA 1996 року.
1997 року був обраний у першому раунді драфту НБА під загальним 13-м номером командою «Клівленд Кавальєрс», кольори якої захищав протягом наступних 2 сезонів.
Сезон 1999—2000 виступав у складі «Лос-Анджелес Кліпперс».
2000 року перейшов до «Сан-Антоніо Сперс», у складі якої провів наступний сезон своєї кар'єри.
Наступною командою в кар'єрі гравця була «Портленд Трейл-Блейзерс», за яку він відіграв 4 сезони. Починаючи з сезону 2003—2004 гравця почали переслідувати травми. Через це 2005 року був відрахований з команди.
З 2005 по 2006 рік грав у складі «Х'юстон Рокетс».
2006 року був обміняний до «Маямі Гіт» на Джеральда Фітча. Того ж року став чемпіоном НБА у складі «Гіт», які перемогли у фіналі «Даллас Маверікс».
Останньою ж командою в кар'єрі гравця стала «Шарлотт Бобкетс», до складу якої він приєднався 2006 року і за яку відіграв 2 сезони.

## Статистика виступів в НБА
| † | Позначає сезон, в якому Дерек Андерсон ставав чемпіоном НБА |

### Регулярний сезон
| Сезон             | Команда                 | GP  | GS  | MPG  | FG%  | 3P%  | FT%  | RPG | APG | SPG | BPG | PPG  |
| ----------------- | ----------------------- | --- | --- | ---- | ---- | ---- | ---- | --- | --- | --- | --- | ---- |
| 1997–1998         | Клівленд Кавальєрс      | 66  | 13  | 27.9 | .408 | .202 | .873 | 2.8 | 3.4 | 1.3 | .2  | 11.7 |
| 1998–1999         | Клівленд Кавальєрс      | 38  | 13  | 25.7 | .398 | .304 | .836 | 2.9 | 3.8 | 1.3 | .1  | 10.8 |
| 1999–2000         | Лос-Анджелес Кліпперс   | 64  | 58  | 34.4 | .438 | .309 | .877 | 4.0 | 3.4 | 1.4 | .2  | 16.9 |
| 2000–2001         | Сан-Антоніо Сперс       | 82  | 82  | 34.9 | .416 | .399 | .851 | 4.4 | 3.7 | 1.5 | .2  | 15.5 |
| 2001–2002         | Портленд Трейл-Блейзерс | 70  | 27  | 26.6 | .404 | .373 | .856 | 2.7 | 3.1 | 1.0 | .1  | 10.8 |
| 2002–2003         | Портленд Трейл-Блейзерс | 76  | 76  | 33.6 | .427 | .350 | .859 | 3.5 | 4.3 | 1.2 | .2  | 13.9 |
| 2003–2004         | Портленд Трейл-Блейзерс | 51  | 46  | 35.5 | .376 | .305 | .824 | 3.6 | 4.5 | 1.3 | .1  | 13.6 |
| 2004–2005         | Портленд Трейл-Блейзерс | 47  | 32  | 26.4 | .389 | .384 | .805 | 2.7 | 3.0 | .8  | .1  | 9.2  |
| 2005–2006         | Х'юстон Рокетс          | 20  | 8   | 29.1 | .393 | .284 | .836 | 4.2 | 2.7 | .8  | .2  | 10.8 |
| 2005–2006†        | Маямі Гіт               | 23  | 3   | 20.2 | .308 | .313 | .842 | 2.6 | 2.1 | .3  | .1  | 5.8  |
| 2006–2007         | Шарлотт Горнетс         | 50  | 32  | 23.8 | .429 | .355 | .877 | 2.3 | 2.7 | 1.0 | .1  | 8.0  |
| 2008              | Шарлотт Горнетс         | 28  | 0   | 14.1 | .376 | .365 | .737 | 1.9 | 1.6 | .4  | .0  | 5.0  |
| Усього за кар'єру | Усього за кар'єру       | 615 | 390 | 29.2 | .408 | .341 | .853 | 3.2 | 3.4 | 1.1 | .1  | 12.0 |

### Плей-оф
| Сезон             | Команда                 | GP | GS | MPG  | FG%  | 3P%  | FT%  | RPG | APG | SPG | BPG | PPG  |
| ----------------- | ----------------------- | -- | -- | ---- | ---- | ---- | ---- | --- | --- | --- | --- | ---- |
| 1998              | Клівленд Кавальєрс      | 4  | 0  | 25.8 | .455 | .000 | .885 | 2.3 | 2.8 | 1.3 | .3  | 10.8 |
| 2001              | Сан-Антоніо Сперс       | 7  | 7  | 27.7 | .262 | .273 | .762 | 2.7 | 2.4 | .4  | .0  | 7.7  |
| 2002              | Портленд Трейл-Блейзерс | 3  | 0  | 25.3 | .433 | .333 | .889 | 2.3 | 2.3 | .7  | .0  | 14.7 |
| 2003              | Портленд Трейл-Блейзерс | 2  | 2  | 11.0 | .250 | .000 | .000 | .5  | .0  | .0  | .0  | 1.0  |
| 2006†             | Маямі Гіт               | 8  | 0  | 8.3  | .300 | .357 | .875 | 1.1 | .6  | .3  | .0  | 3.0  |
| Усього за кар'єру | Усього за кар'єру       | 24 | 9  | 19.2 | .336 | .302 | .838 | 1.9 | 1.7 | .5  | .0  | 7.0  |